# Stenohelia yabei
Stenohelia yabei is een hydroïdpoliep uit de familie Stylasteridae. De poliep komt uit het geslacht Stenohelia. Stenohelia yabei werd in 1941 voor het eerst wetenschappelijk beschreven door Eguchi. 